# Anghiari
Anghiari település Olaszországban, Toszkána régióban, Arezzo megyében. Lakosainak száma 5384 fő (2023. január 1.). Anghiari Arezzo, Caprese Michelangelo, Citerna, Monterchi, Sansepolcro, Pieve Santo Stefano és Subbiano községekkel határos.

## Népesség
A település népességének változása:
| Lakosok száma | 5623 | 5536 | 5384 |
|               | 2017 | 2018 | 2023 |